# Rose Pola Pricemou
Pour les articles homonymes, voir Pricemou.
Rose Pola Pricemou, née à Fria en République de Guinée, est une experte en technologies de l'information et femme politique Guinéenne.
Elle est la Ministre des Postes, des Télécoms et de l’Économie numérique depuis le 13 mars 2024.
Elle est la Ministre du Plan et de la Coopération Internationale dans le gouvernement dirigé par Bernard Goumou du le 18 novembre 2022 au 19 février 2024.

## Biographie

### Formation et début de carrière
Née à Fria, d’un père ingénieur et d’une mère sage-femme et infirmière d’État, Rose Pola Pricemou y fait également ses études primaires et secondaires et une partie de son lycée avant d’obtenir son Baccalauréat au lycée Sainte Marie de Conakry, option sciences mathématiques.
Lauréate au Baccalauréat, elle bénéficie d’une bourse de la coopération guinéo-tunisienne. Ce qui lui permet d’obtenir par la suite une maîtrise en informatique appliquée à la Gestion de l’université du 7 novembre à Carthage en Tunisie, puis au Canada, un master en recherche informatique à l’université de Montréal en 2008. En outre, elle décroche aussi une maitrise en administration des affaires spécialisée en gestion des technologies de l’information de l’université Laval au Québec en 2010.
À la suite de ses études, elle travaille pendant 10 ans dans diverses structures privées et gouvernementales notamment au groupe industrielle alliance dans l’Etat d’Okhlahoma aux États-Unis d'Amérique.

### Carrière politique
Après avoir travaillé dix ans dans le domaine des technologies de l'information, Rose Pola Pricemou se tourne vers les structures gouvernementales et va au ministère canadien du Transport, de la culture, de la communication et des conditions féminines au Québec.
En 2016, à travers le programme TOKTEN, elle revient en Guinée pour travailler au Ministère des mines et géologie avant de rejoindre la société ETI en 2017 comme cheffe de service de la consultance fonctionnelle.
Avant d'être ministre, elle était depuis le 7 mars 2019 la directrice générale du bureau de stratégies et de développement au Ministère chargée des investissements et des partenariats publics privés (PPP).
Elle accède par décret le 26 octobre 2021 à la fonction de ministre de l'Information et de la Communication en remplacement de Amara Somparé dans le gouvernement de Mohamed Béavogui.
Le 20 août 2022, elle change de poste ministériel pour devenir Ministre du Commerce, de l’industrie et des petites et moyennes entreprises.
Du 18 novembre 2022 au 19 février 2024, elle est Ministre du Plan et de la Coopération Internationale un poste créé dans le gouvernement de Bernard Gomou.
Le 13 mars 2024, elle est nommée ministre des Postes, des Télécoms et de l’Économie numérique dans le gouvernement Bah Oury en remplacement d'Ousmane Gaoual Diallo.

### Prix
- 2016 : Prix de l'Excellence Afro-antillaise au Québec